# 私の…メガネ君
『私の…メガネ君』（わたしの…メガネくん）は、すもと亜夢による日本の漫画作品。

## 概要
『Cheese!』（小学館）にて2001年9月号から連載されていた。単行本はフラワーコミックスより全7巻が刊行されており、背表紙のfcマークのcの中には通常花が印刷されているが、本作ではメガネになっている。また、カバー下には主人公2人の絵日記が書かれている、というデザインになっている。

## あらすじ
隣人の「メガネ君」のことをずっと好きだった蝶子。小学校の頃、友達にメガネ君を取られるのが嫌で、彼がいじめに遭う原因を作ってしまった。それ以来、2人は一切口を聞かなくなる。
そして、高校生になった2人。メガネ君のことを密かに想い続ける蝶子は、陸上部の先輩に告白され、何となく付き合うことに。しかし同じ日、メガネ君も自分のことが好きでいてくれたことが分かる。先輩に何も言えないまま、2人は付き合うことになり、その仲も学校中に知れてしまう。

## 登場人物
下多 蝶子（しもた ちょうこ）
本作の主人公。陸上部に所属するボーイッシュな少女。長年の恋心が実り、太一朗と付き合うことになるが、その嫉妬深さから友人を無くしてしまう。
天川 太一朗（あまかわ たいちろう）
蝶子の隣人で、メガネをかけているため「メガネ君」と呼ばれる。成績優秀。小学校の頃、蝶子の不用意な一言でいじめられることになってしまい、一切口を聞かなくなる。たまに会っても、「殺してやりたいほど嫌い」と言っていたが、本心では蝶子のことを愛していた。嫉妬深さは蝶子以上に強く、蝶子の親友でさえも邪魔に思う。
明智 圭吾（あけち けいご）
蝶子の陸上部の先輩。蝶子のことが好き。
優子（ゆうこ）
蝶子の親友。1年生では蝶子以外の唯一の陸上部員。